# 羅特湖 (梅克倫堡湖區郡)
53°20′31″N 12°55′20″E / 53.34194°N 12.92222°E

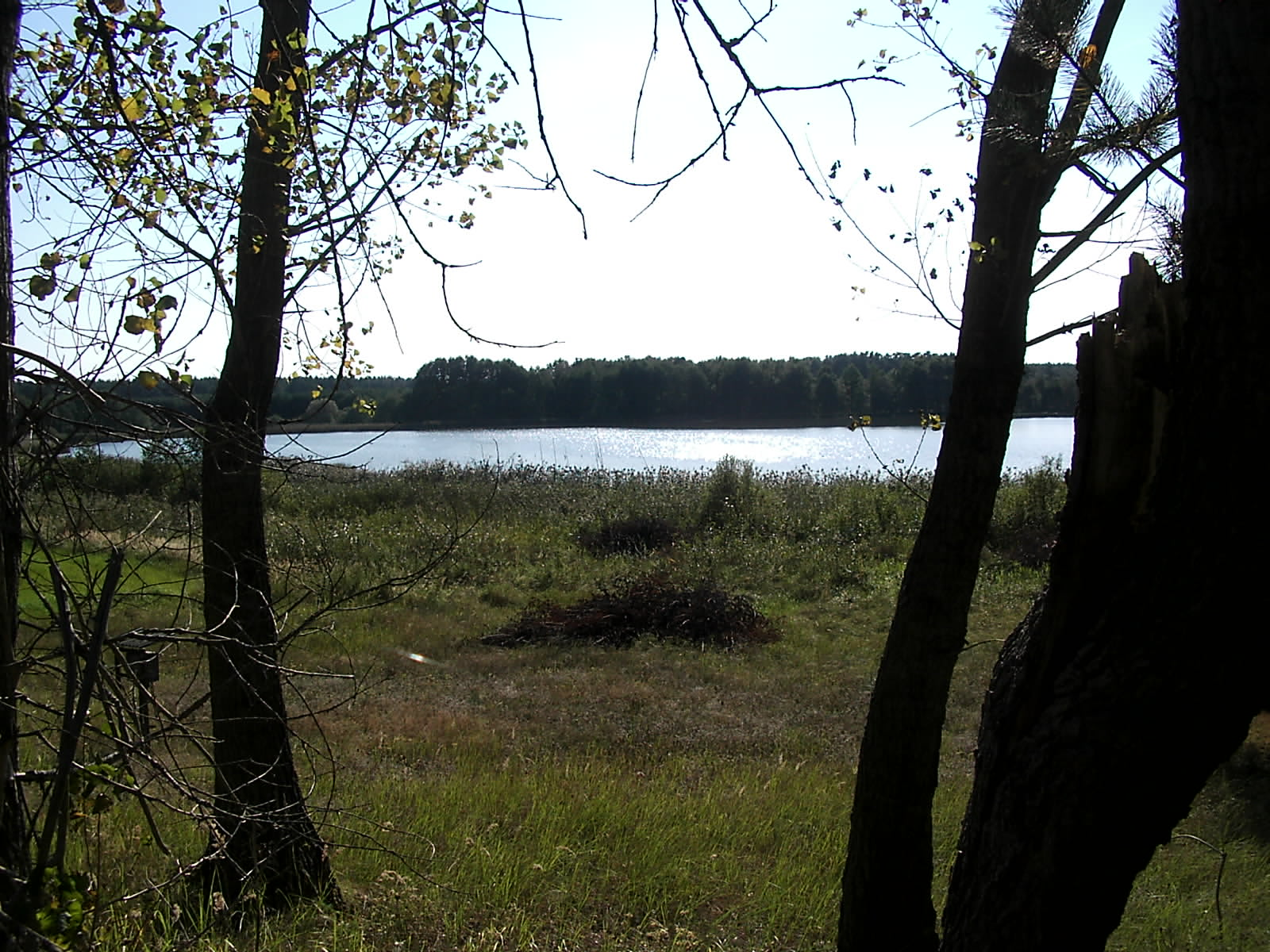

羅特湖（德語：Roter See），是德國的湖泊，位於該國東北部梅克倫堡-前波美拉尼亞州，由梅克倫堡湖區郡負責管轄，面積0.11平方公里，海拔高度60米。